# 錫斯萊河
47°33′15″N 7°58′54″E / 47.55417°N 7.98167°E
錫斯萊河是瑞士的河流，位於阿爾高州，屬於萊茵河的支流，發源自侏羅山，河口處在錫瑟爾恩，河道全長16公里，河畔城鎮有弗里克。